# Heterodontosaurus tucki
Heterodontosaurus tucki es la única especie conocida del género extinto Heterodontosaurus (gr. "lagarto de dientes diferentes") de dinosaurio neornitisquio heterodontosáurido que vivió a principios del período Jurásico, hace aproximadamente entre 200 a 190 millones de años, en el Sinemuriano, en lo que hoy es África. 
En la década de 1960, los paleontólogos Alan Charning y Alfred Crompton descubrieron en un escarpado montañoso de Sudáfrica los restos de éste pequeño dinosaurio. Sus restos se encontraron en la Formación Elliot Superior y la Formación Clarence.
Aunque era un dinosaurio pequeño, Heterodontosaurus era uno de los miembros más grandes de su familia, alcanzaba entre 1,20 metros y posiblemente 1,75 metros de longitud y pesaba entre 2 y 10 kilogramos. El cuerpo era corto con una cola larga. Las extremidades anteriores de cinco dedos eran largas y relativamente robustas, mientras que las extremidades posteriores eran largas, delgadas y tenían cuatro dedos. El cráneo era alargado, estrecho y triangular cuando se veía desde el lado. La parte frontal de las mandíbulas estaba cubierta por un pico córneo. Tenía tres tipos de dientes, en la mandíbula superior, los dientes pequeños, como incisivos, seguidos por largos colmillos, como caninos. Una brecha dividía los colmillos de los dientes con forma de cincel.
Heterodontosaurus es el miembro que le da nombre y más conocido de la familia Heterodontosauridae. Esta familia es considerada uno de los grupos más primitivos o basales dentro del orden de los dinosaurios ornitisquios . A pesar de los colmillos grandes, se cree que Heterodontosaurus ha sido herbívoro o al menos omnívoro . Aunque antes se pensaba que era capaz de una locomoción cuadrúpeda, ahora se cree que fue bípedo. El reemplazo dental fue esporádico y no continuo, a diferencia de sus parientes. Al menos otros cuatro géneros heterodontosáuridos son conocidos de las mismas formaciones geológicas que Heterodontosaurus .
Muchos paleontólogos aún consideran al Heterodontosaurus como un ornitópodo, aunque cada vez es más aceptada la teoría de clasificarlo dentro de los ceratopsios. Se cree también que los heterodontosauriformes pudieron dar origen a los marginocéfalos, lo que posiblemente explicaría las características transicionales del Yinlong. Esta teoría postula que el Yinlong puede ser un nexo evolutivo entre ambos taxones y que el heterodontosaurio efectivamente es un ornitópodo cuya familia fue el nexo que dio origen a los marginocéfalos. Por lo que demuestran ambas teorías, se considera a estos como ceratopsios, puesto que su anatomía y su fisiología corresponden a este grupo y se alejan de los ornitópodos.

## Descripción
Heterodontosaurus era un pequeño dinosaurio. El esqueleto más completo, SAM-PK-K1332, pertenecía a un animal que medía aproximadamente 1.18 metros de longitud. Su peso se estimó de manera diversa variando entre 1,8 kilogramos, 2,59 kilogramos y 3.4 kilogramos en estudios separados. El cierre de las suturas vertebrales en el esqueleto indica que el espécimen era un adulto, y probablemente creció completamente. Un segundo espécimen, que consiste en un cráneo incompleto, indica que Heterodontosaurus podría haber crecido sustancialmente más grande, hasta una longitud de 1,75 m  y con una masa corporal de casi 10 kilogramos. La razón de la diferencia de tamaño entre los dos especímenes no está clara, y podría reflejar la variabilidad dentro de una sola especie, dimorfismo sexual o la presencia de dos especies separadas. El tamaño de este dinosaurio ha sido comparado con el de un pavo. Heterodontosaurus fue uno de los miembros más grandes conocidos de la familia Heterodontosauridae. La familia contiene algunos de los dinosaurios ornitischianos más pequeños conocido, como el Fruitadens norteamericano, por ejemplo, que alcanzó una longitud de solo 65 a 75 centímetros. Los dientes de Heterodontosaurus presentaban tres formas diferentes, los pequeños y afilados, los largos y curvos caniniformes, posiblemente sólo presentes en los machos y los molariformes o molares. Muchos especímenes encontrados de Heterodontosaurus no poseían colmillos, y en un principio se pensó que se trataban de individuos más jóvenes. Al estudiarlos profundamente, se determinó que los colmillos podían perderse por la edad, pero que en la mayoría de los casos, dichos especímenes no habían tenido evidencias de colmillos en ninguna etapa de su vida, y se propuso que serían a causa del dimorfismo sexual de la especie. En el frente de la mandíbula tenía un pico y detrás pequeños dientes usados probablemente para cortar hojas y brotes.

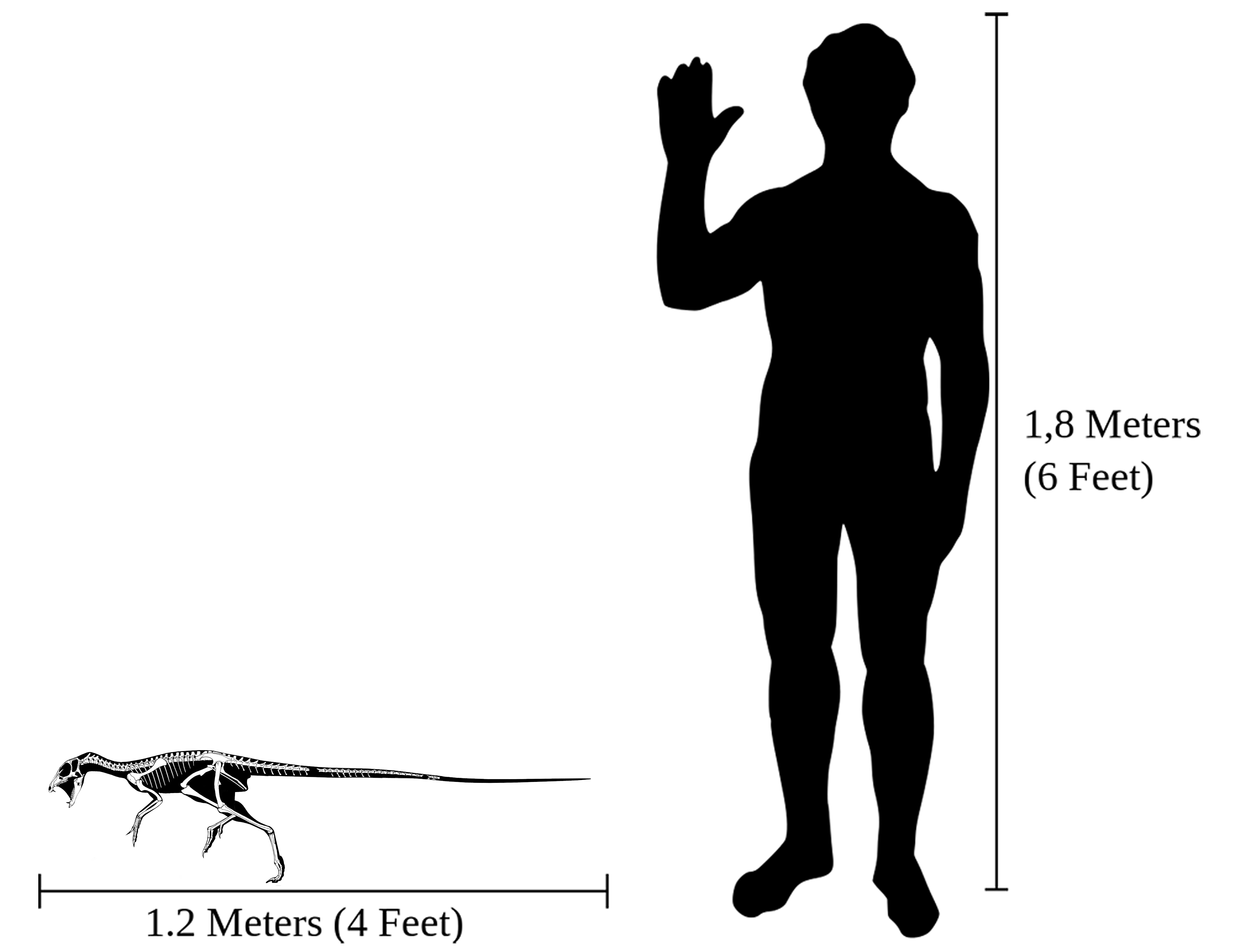
Heterodontosaurus comparado en tamaño con un humano.

El Heterodontosaurus poseía en las patas traseras tres dedos que apuntaban hacia delante y uno más hacia atrás, que, en teoría, debía servirle para mantener el equilibrio cuando estaba quieto comiendo. La estructura fusionada del tobillo hace recordar a la de las aves. Los huesos de sus muñecas eran diminutos, de ahí que la muñeca fuera funcional y versátil. Esta podría haber servido para agarrar y arrancar hojas. Cada mano tenía 5 dedos, dos de ellos oponibles. Tenía una pelvis larga, estrecha y un pubis que se asemejaba a los que poseían los ornitisquios más avanzados. En el lomo y cola poseía una entrecruzada de varillas óseas que le daban soporte, en lugar de los pesados músculos de los ornitópodos más grandes, como el Iguanodon o el Hadrosaurus, poseían.
El cuello consistía en 9 vértebras cervicales , que habrían formado una curva en forma de S, como lo indica la forma de los cuerpos vertebrales en la vista lateral del esqueleto. Los cuerpos vertebrales de las vértebras cervicales anteriores tienen forma de paralelogramo, las del medio son rectangulares y los de la parte posterior muestran una forma trapezoidal. El tronco era corto y consistía de 12 vértebras dorsales y 6 sacras fusionadas. La cola era larga en comparación con el cuerpo, aunque se conoce de forma incompleta, probablemente consistía de 34 a 37 vértebras caudales. La espina dorsal estaba rígida por tendones osificados, comenzando por la cuarta vértebra dorsal. Esta característica está presente en muchos otros dinosaurios ornitisquios y probablemente contrarrestó el estrés causado por las fuerzas de flexión que actúan sobre la columna vertebral durante la locomoción bípeda. En contraste con muchos otros ornitisquios, la cola de Heterodontosaurus carecía de tendones osificados, y por lo tanto era probablemente flexible. Tenía una pelvis larga y estrecha y un pubis que se asemejaba a los poseídos por ornitisquios más avanzados.

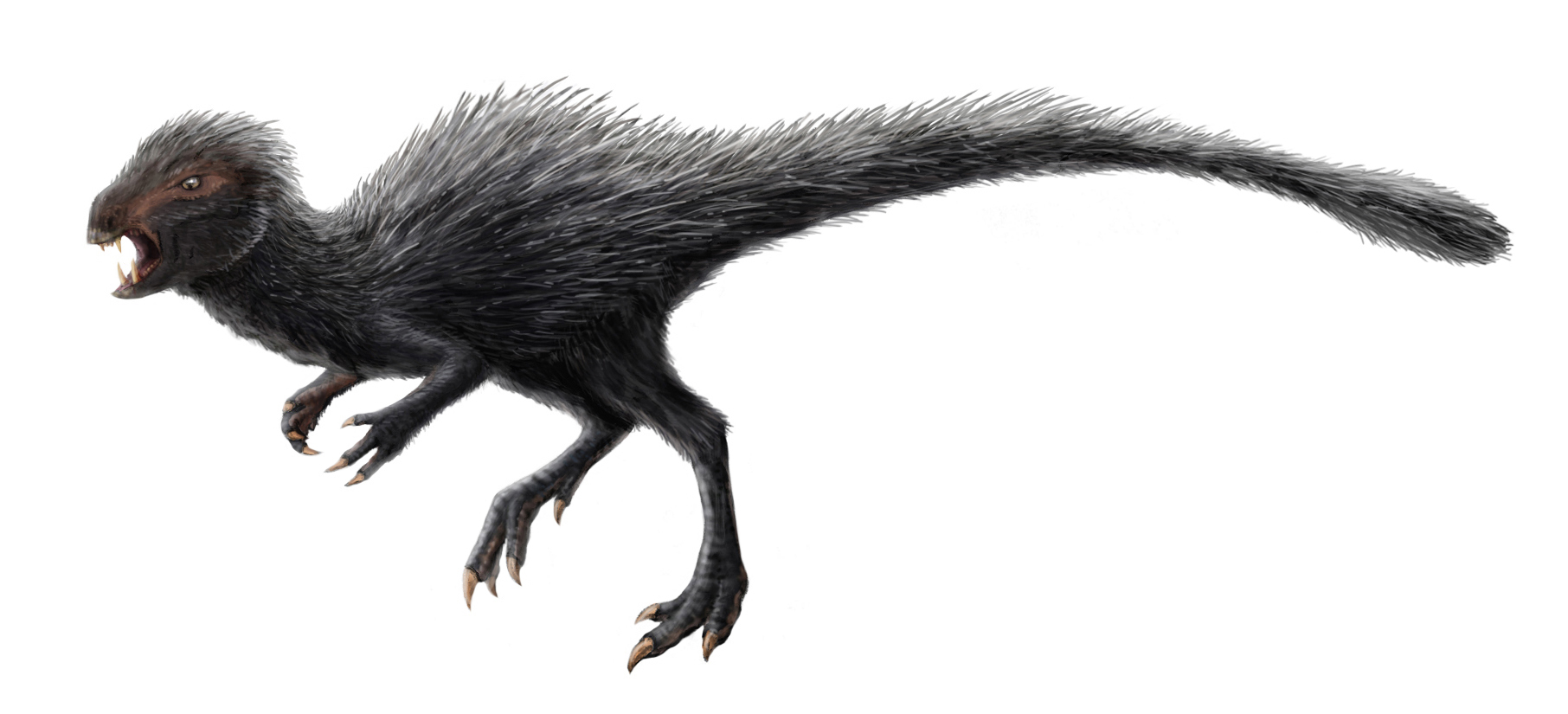
Recreación.

Las extremidades anteriores fueron construidas de manera robusta y proporcionalmente largas, midiendo el 70% de la longitud de las extremidades posteriores. El radio del antebrazo mide el 70% de la longitud del húmero, el hueso del antebrazo. La mano era grande, se acercaba al húmero en longitud y tenía cinco dedos equipados para agarrar. El segundo dedo fue el más largo, seguido del tercero y el primer dedo, el pulgar. Los primeros tres dedos terminaron en garras grandes y fuertes. Los dedos cuarto y quinto fueron fuertemente reducidos, y posiblemente vestigiales. La fórmula falangeal, que indica el número de huesos de los dedos en cada dedo a partir del primero, es de 2-3-4-3-2.
Las patas traseras eran largas, delgadas y terminaban en cuatro dedos, el primero de los cuales, el hallux, no tocaba el suelo. Único para un ornitisquio, varios huesos de la pierna y el pie se fusionaron, la tibia y el peroné se fusionaron con los huesos del tarso superior, astrágalo y calcáneo , formando un tibiotarsos, mientras que los huesos del tarso inferior se fusionaron con los huesos metatarsianos, formando un tarsometatarsos. Esta configuración también se puede encontrar en las aves modernas, donde ha evolucionado de forma independiente. El tibiotarso era aproximadamente un 30% más largo que el fémur. Los huesos unguales de los dedos de los pies eran como garras, y no como cascos como en oornitisquios más avanzados.
Siguiendo la descripción del relacionado Tianyulong  en 2009, que se conservó con cientos de estructuras largas y filamentosas a veces comparadas con cerdas desde el cuello hasta la cola, Heterodontosaurus también se ha descrito con tales estructuras, por ejemplo en publicaciones del paleontólogo estadounidense Gregory S. Paul y Paul Sereno . Sereno ha declarado que un Heterodontosaurus puede haber parecido un " puercoespín ágil de dos patas" en la vida. La restauración publicada por Sereno también presentó una estructura de exhibición hipotética ubicada en el hocico, sobre la depresión de la fosa nasal.

### Cráneo y la dentadura
El cráneo de Heterodontosaurus era pequeño pero robusto. Los dos cráneos más completos miden 108 milímetros, el del  espécimen holotipo SAM-PK-K337 y 121 milímetros el del espécimen SAM-PK-K1332, de longitud. El cráneo era alargado, estrecho y triangular cuando se veía desde el lado, con el punto más alto que era la cresta sagital, desde donde el cráneo se inclinaba hacia abajo hacia la punta del hocico. La parte posterior del cráneo terminó en forma de gancho, que se compensó con el hueso cuadrado. La órbita ocular era grande y circular y un hueso grande, como un espolón, el palpebral que sobresalía hacia atrás en la parte superior de la abertura. Debajo de la cavidad ocular, el hueso yugal dio lugar a un saliente lateral, o estructura similar a un cuerno. El hueso yugal también formó una "cuchilla" que creó una ranura junto con una pestaña en el hueso pterigoideo, para guiar el movimiento de la mandíbula inferior. Ventralmente, la fosa antorbital estaba delimitada por una prominente cresta ósea, a la que se habría adherido la mejilla carnosa del animal. La fenestra temporal inferior, proporcionalmente grande, tenía forma de huevo y estaba inclinada hacia atrás, y estaba ubicada detrás de la abertura del ojo. La fenestra temporal superior elíptica era visible solo mirando la parte superior del cráneo. Las fosas temporales superiores izquierda y derecha estaban separadas por la cresta sagital, que habría proporcionado superficies de unión laterales para la musculatura de la mandíbula en el animal vivo.

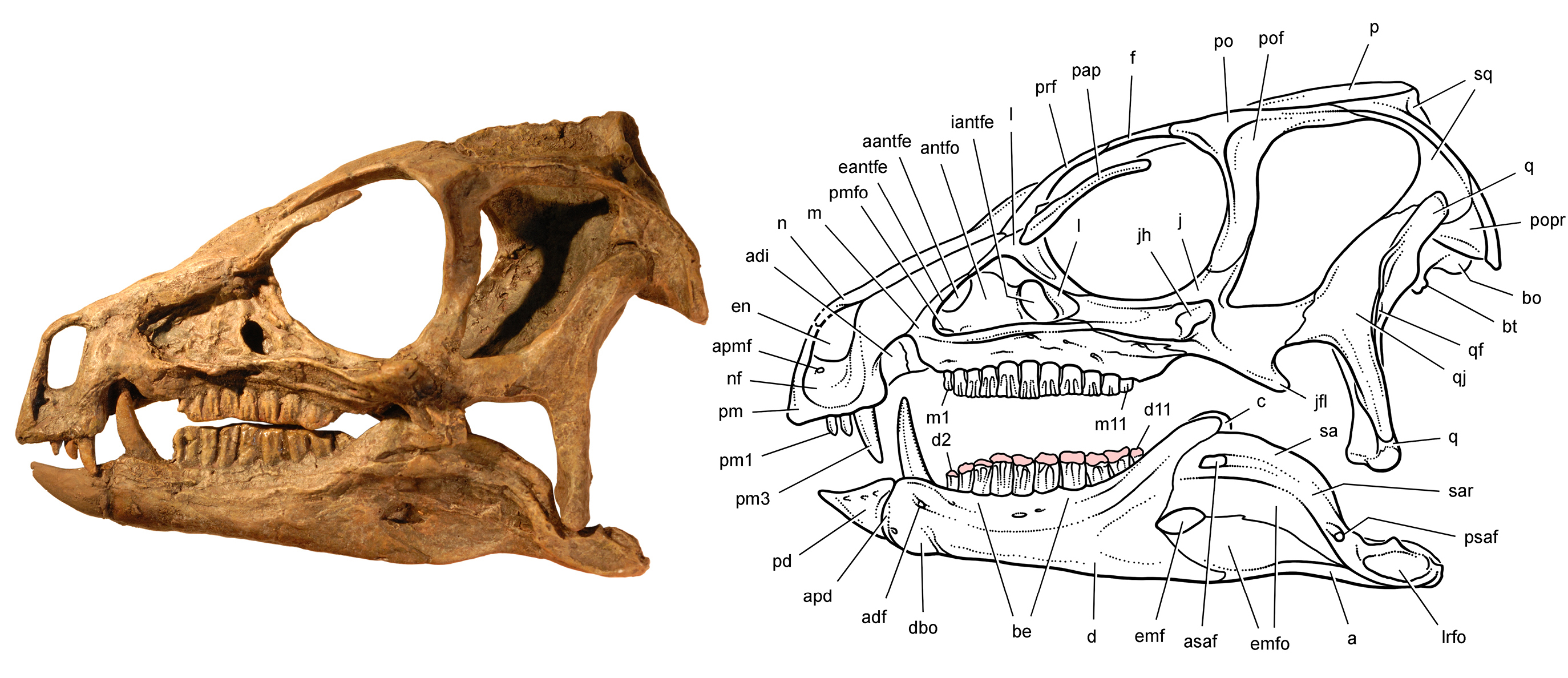
Cráneo del molde de SAM-PK-K1332 y reconstrucción del diagrama de cráneo.

La mandíbula inferior se estrecha hacia el frente, y el hueso dentario, la parte principal de la mandíbula inferior, era robusto. La parte frontal de las mandíbulas estaba cubierta por un pico queratínico sin dientes o rhamphotheca. El pico superior cubrió la parte frontal del hueso premaxilar y el pico inferior cubrió el predentario, que son, respectivamente, los huesos más prominentes de la mandíbula superior e inferior en los ornistisquios. Esto se evidencia por las superficies rugosas en estas estructuras. El paladar era estrecho, y se estrechaba hacia el frente. Las aberturas de la fosa nasal externa eran pequeñas, y el borde superior de esta abertura no parece haber sido completamente cerrado por el hueso. Si no se debe a la rotura, el espacio puede haber sido formado por tejido conectivo en lugar de hueso. La fosa antorbital, una gran depresión entre las aberturas de los ojos y las fosas nasales, contenía dos aberturas más pequeñas. Una depresión sobre el hocico se ha denominado "fosa nasal" o "surco". También se observa una fosa similar en Tianyulong , Agilisaurus y Eoraptor, pero su función es desconocida.

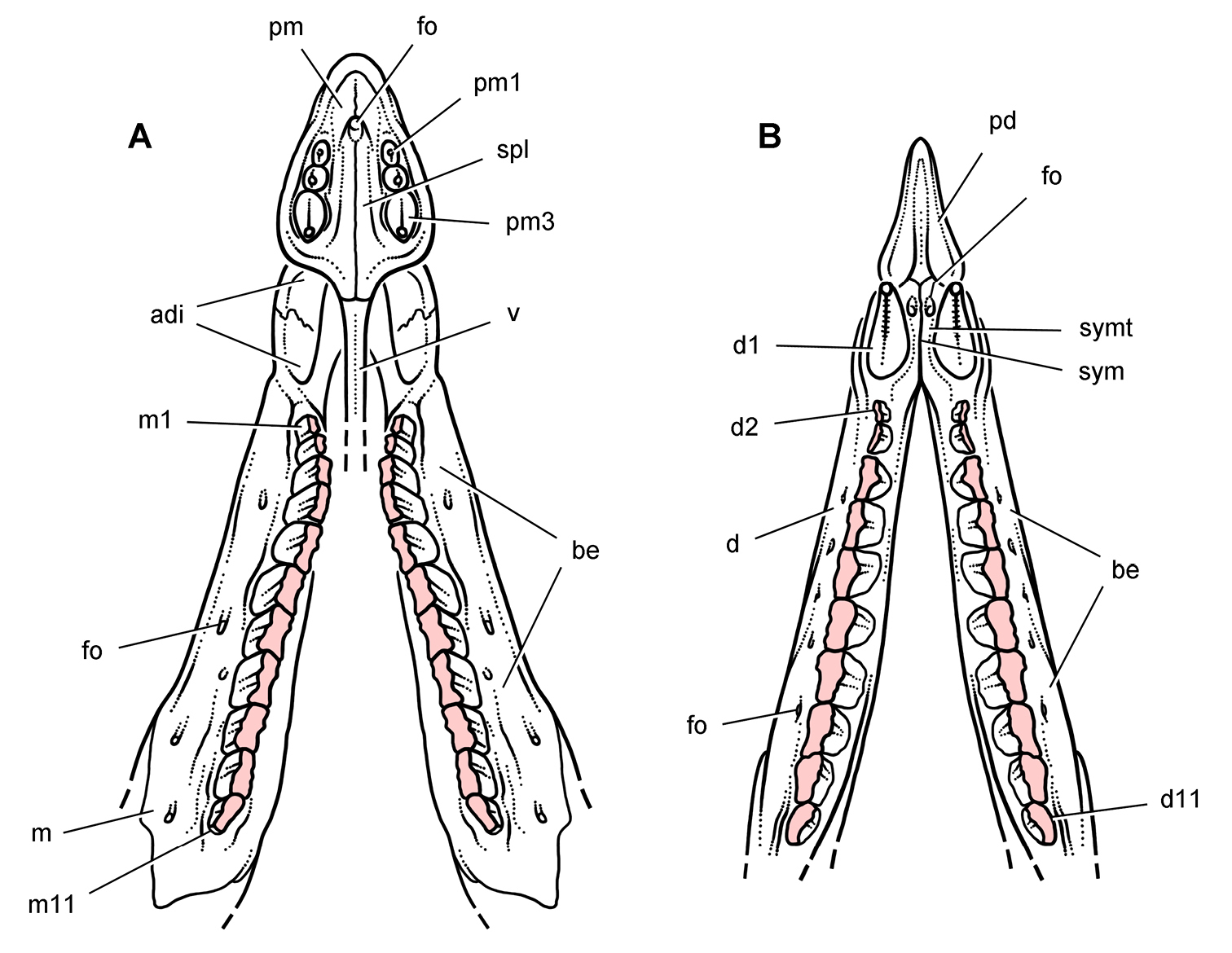
Diagramas que muestran la dentición de la mandíbula superior e inferior.

Una característica inusual del cráneo fueron los dientes de forma diferente heterodoncia para los cuales se nombra el género, que de otra manera se conoce principalmente de los mamíferos. La mayoría de los dinosaurios y de hecho la mayoría de los reptiles tienen un solo tipo de diente en sus mandíbulas, pero Heterodontosaurus tenía tres. La punta de pico del hocico no tenía dientes, mientras que la parte posterior de la premaxilar en la mandíbula superior tenía tres dientes en cada lado. Los dos primeros dientes superiores eran pequeñas y en forma de cono, comparable a incisivos, mientras que el tercero en cada lado era mucho grande, formando prominentes, caninos tipo colmillos. Estos primeros dientes probablemente fueron encajonados parcialmente por el pico superior. Los dos primeros dientes en la mandíbula inferior también formaron caninos, pero eran mucho más grandes que los equivalentes superiores. Los caninos tenían estrías arrugas en el borde posterior, pero solo los inferiores estaban aserrados en la parte delantera. Once dientes molares altos y con forma de cincel se alinearon a cada lado de las partes posteriores de la mandíbula superior, que se separaron de los caninos por un gran diastema. Los molares aumentaron gradualmente de tamaño, con los dientes medios siendo más grandes, y disminuyeron de tamaño después de este punto. Estos dientes tenían una capa gruesa de esmalte en el lado interno y estaban adaptados para el desgaste, hipsodoncia y tenían largas raíces, firmemente incrustadas en sus cuencas. Los colmillos en la mandíbula inferior encajan en una muesca dentro del diastema de la mandíbula superior. Los dientes de las mejillas en la mandíbula inferior generalmente coincidían con los de la mandíbula superior, aunque la superficie del esmalte de estos estaba en el lado exterior. Las filas de dientes superiores e inferiores se insertaron, lo que creó un "receso de la mejilla" que también se ve en otros ornistiquios.

## Descubrimiento e investigación

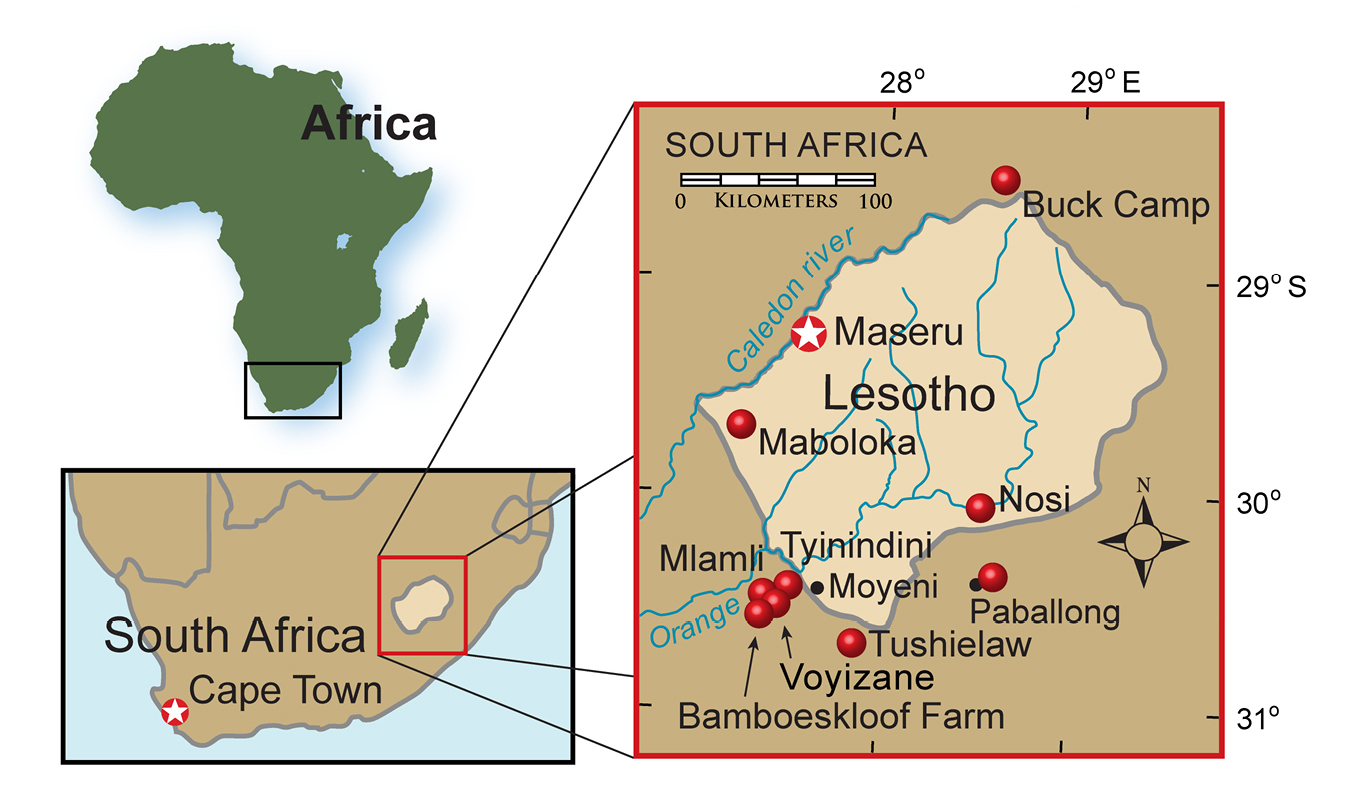
Localidades africanas de Heterodontosauridae: Tyinindini, Voyizane y Tushielaw denotan hallazgos de Heterodontosaurus

El espécimen holotipo de Heterodontosaurus tucki, SAM-PK-K337 fue descubierto durante la expedición británico-sudafricana a Sudáfrica y Basutolandia, antiguo nombre de Lesoto, entre 1961 y 1962. Hoy en día, se encuentra en el Museo Iziko de Sudáfrica. Fue excavado en una montaña a una altitud de aproximadamente 1.890 metros, en una localidad llamada Tyinindini, en el distrito de Transkei, a veces denominado Herschel , en la Provincia del Cabo de Sudáfrica. El espécimen consiste en un cráneo aplastado pero casi completo con restos postcraneales asociados mencionados en la descripción original que no se pudieron ubicar en 2011. El animal fue científicamente descrito y nombrado en 1962 por los paleontólogos Alfred Walter Crompton de Sudáfrica y Alan J. Charig del Reino Unido. El nombre del género se refiere a los dientes de formas diferentes y el nombre específico hace honor a George C. Tuck, director de Austin Motor Company, que apoyó la expedición. El espécimen no estaba completamente preparado en el momento de la publicación, por lo que solo se describieron las partes delanteras del cráneo y la mandíbula inferior y los autores reconocieron que su descripción era preliminar y que servía principalmente para nombrar al animal. Fue considerado un descubrimiento importante, ya que pocos ornistiquios tempranos eran conocidos entonces. La preparación de la muestra, es decir, la liberación de los huesos de la matriz de la roca, consumió mucho tiempo, ya que estaban cubiertos por una capa delgada, muy dura, ferruginosa que contiene hematita. Esto solo se pudo eliminar con una sierra de diamante, que dañó la muestra.

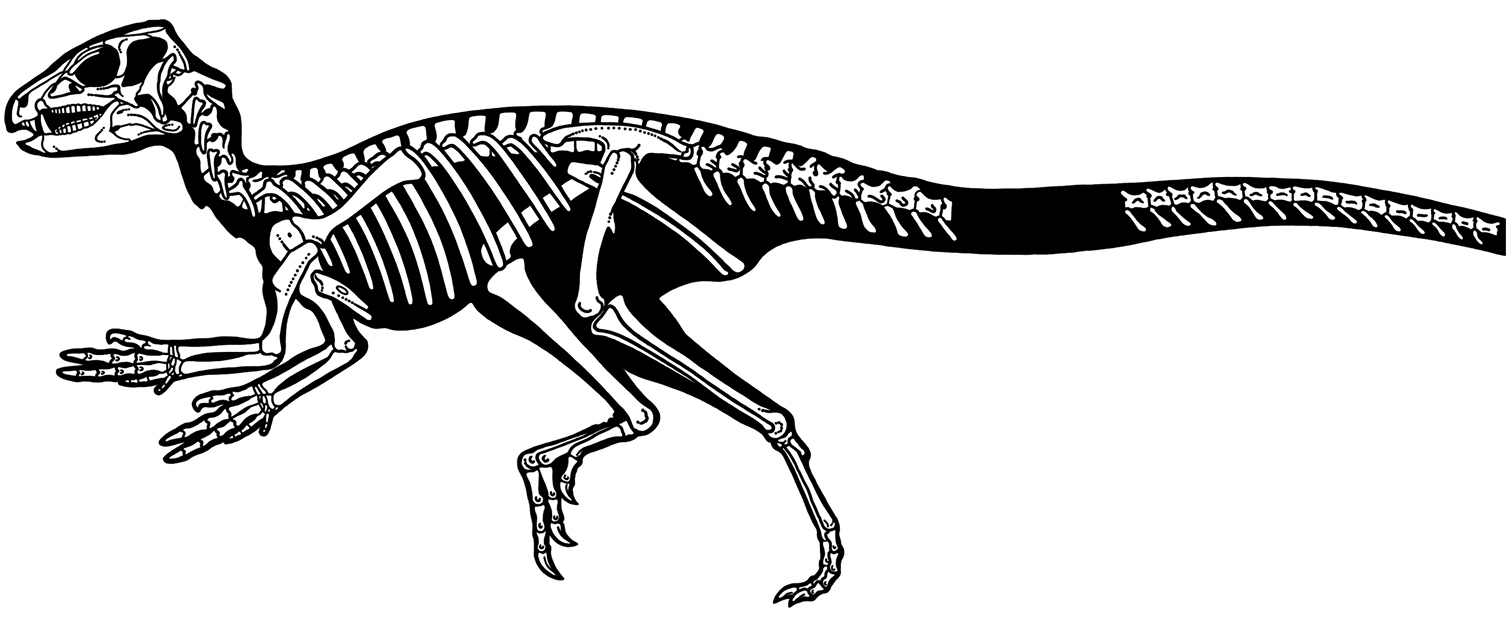
Diagrama esquelético de SAM-PK-K1332

En 1966, se descubrió un segundo espécimen de Heterodontosaurus, SAM-PK-K1332 en la localidad de Voyizane, en la Formación Elliot del Grupo Stormberg a 1.770 metros sobre el nivel del mar, en la montaña Krommespruit. Este espécimen incluía tanto el cráneo como el esqueleto, preservados en la articulación, es decir, los huesos se conservaban en su posición natural entre sí, con poco desplazamiento y distorsión de los huesos. El esqueleto postcraneal fue descrito brevemente por los paleontólogos Albert Santa Luca, Crompton y Charig en 1976. Sus huesos anteriores se habían discutido y figurado en un artículo de los paleontólogos Peter Galton y Robert T. Bakker en 1974, como el espécimen se consideró significativo al establecer que Dinosauria era un grupo natural monofilético, mientras que la mayoría de los científicos de la época, incluidos los científicos que describían Heterodontosaurus, pensaban que las dos órdenes principales Saurischia y Ornithischia no estaban directamente relacionadas. El esqueleto se describió en su totalidad en 1980. SAM-PK-K1332 es el esqueleto de heteredontosáurido más completo descrito hasta la fecha.  Aunque una descripción más detallada del cráneo de Heterodontosaurus fue prometida durante mucho tiempo, permaneció inédita tras la muerte de Charig en 1997. No fue hasta 2011 cuando David B. Norman y sus colegas describieron completamente el cráneo.

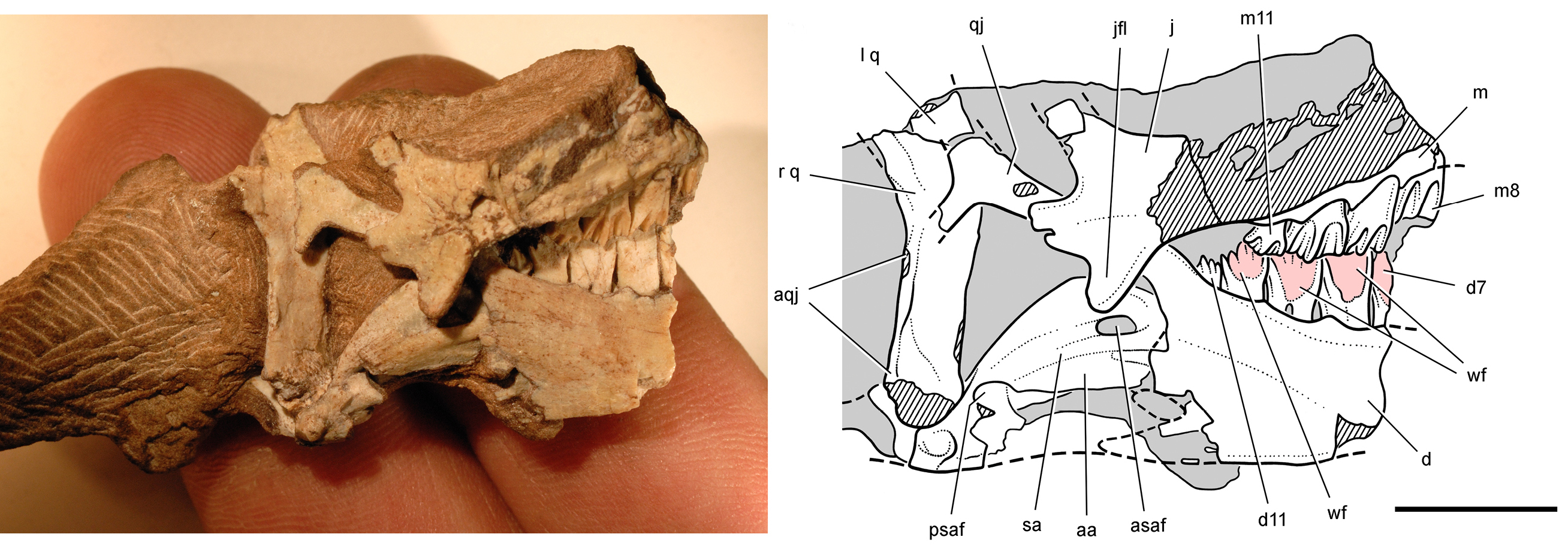
AMNH 24000, una calavera parcial.

Otros especímenes referidos a Heterodontosaurus incluyen la parte frontal de un cráneo juvenil, SAM-PK-K10487, un maxilar fragmentario, SAM-PK-K1326, un maxilar izquierdo con dientes y huesos adyacentes, SAM-PK-K1334, todos que se recolectaron en la localidad de Voyizane durante las expediciones de 1966–1967, aunque el primero solo se identificó como perteneciente a este género en 2008. Se creía que un hocico parcial, NM QR 1788 descubierto en 1975 en Tushielaw Farm, al sur de Voyizane, pertenecía a Massospondylus hasta 2011, cuando fue reclasificado como Heterodontosaurus. El paleontólogo sudafricano Robert Broom descubrió un cráneo parcial, posiblemente en la Formación Clarens de Sudáfrica, que se vendió al Museo Americano de Historia Natural en 1913, como parte de una colección que consistió casi en su totalidad de fósiles sinápsidos. Sereno identificó por primera vez este espécimen, AMNH 24000, como perteneciente a un Heterodontosaurus subadulto , quien lo informó en una monografía de 2012 sobre Heterodontosauridae, el primer artículo de revisión integral sobre la familia. Esta revisión también clasificó un esqueleto postcraneal parcial, SAM-PK-K1328, de Voyizane como Heterodontosaurus. Sin embargo, en 2014, Galton sugirió que podría pertenecer al género relacionado Pegomastax, que fue nombrado por Sereno basándose en un cráneo parcial de la misma localidad. En 2005, se encontró un nuevo espécimen de Heterodontosaurus en un lecho cerca de Grahamstown en la Provincia Cabo Oriental, era el individuo más completo que se conocía hasta la fecha, pero las rocas que lo rodeaban eran demasiado difíciles de eliminar por completo. Por lo tanto, el espécimen fue escaneado en la Instalación Europea de Radiación de Sincrotrón en 2016, para ayudar a revelar el esqueleto y ayudar en futuras investigaciones de su anatomía y estilo de vida.

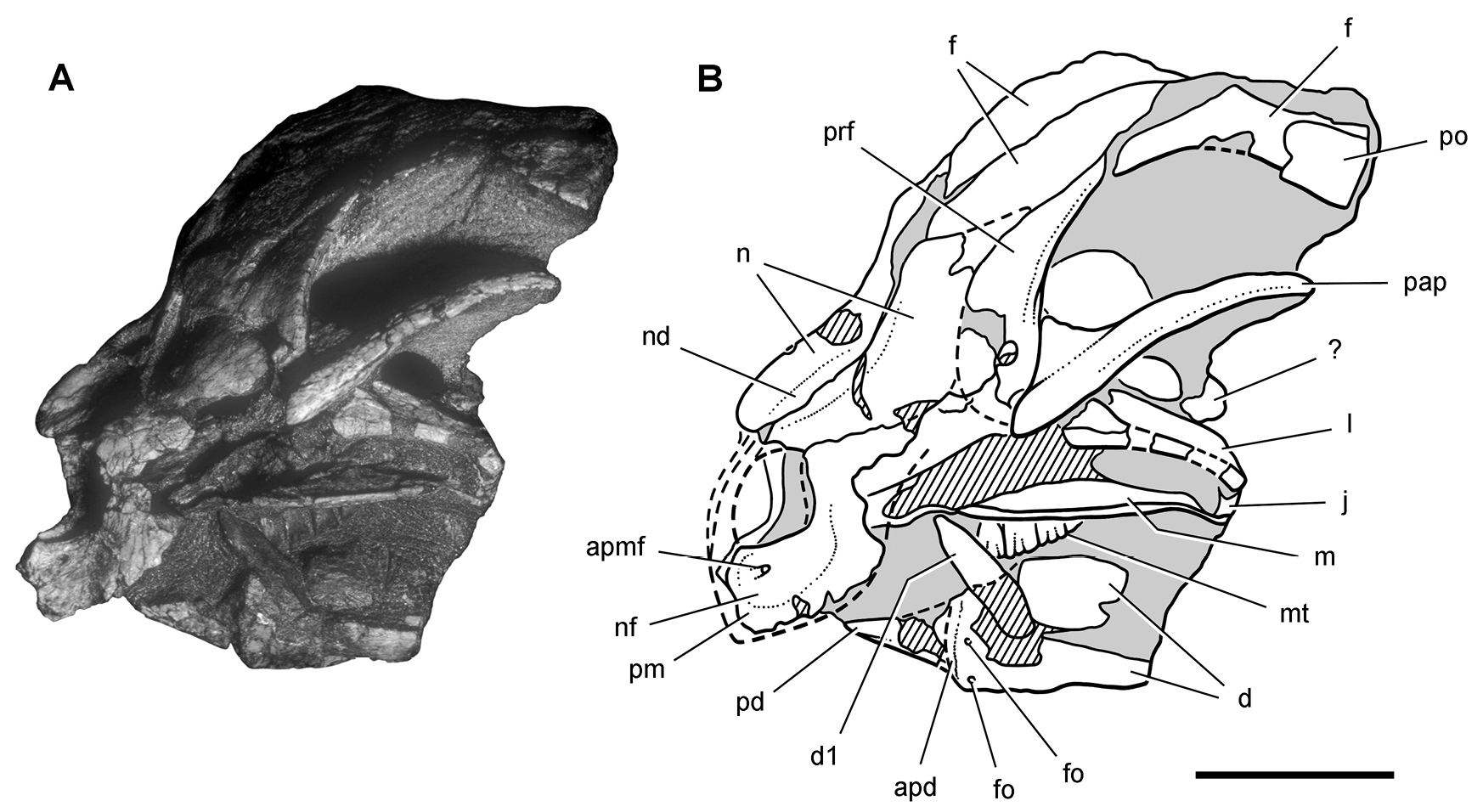
SAM-PK-K10487, un cráneo juvenil.

En 1970, el paleontólogo Richard A. Thulborn sugirió que Heterodontosaurus era un sinónimo más moderno del género Lycorhinus , que fue nombrado en 1924 con la especie L. angustidens, también de un espécimen descubierto en Sudáfrica. Reclasificó la especie tipo como miembro del género más antiguo, como la nueva combinación Lycorhinus tucki, que consideró distinta debido a las ligeras diferencias en sus dientes y su estratigrafía. Se reitera esta afirmación en 1974, en la descripción de una tercera Lycorhinus especies, Lycorhinus consors, después de las críticas de la sinonimia por Galton en 1973. En 1974, Charig y Crompton acordaron que Heterodontosaurus y Lycorhinus pertenecían a la misma familia, Heterodontosauridae, pero no estaban de acuerdo en que fueran lo suficientemente similares como para ser considerados congenericos. También señalaron que la naturaleza fragmentaria y la mala conservación del espécimen de holotipo Lycorhinus angustidens hicieron imposible compararlo completamente correctamente con H. tucki. A pesar de la controversia, ninguna de las partes había examinado el holotipo L. angustidens de primera mano, pero después de hacerlo, el paleontólogo James A. Hopson también defendió la separación genérica de Heterodontosaurus en 1975, y trasladó a L. consors a su propio género, Abrictosaurus.

## Clasificación
Cuando se describió en 1962, Heterodontosaurus se clasificó como un miembro primitivo de Ornithischia, uno de los dos órdenes principales de Dinosauria, el otro es Saurischia. Los autores encontraron que es más similar a los géneros poco conocidos Geranosaurus y Lycorhinus, el segundo de los cuales había sido considerado un terápsido hasta entonces debido a su dentición. Notaron algunas similitudes con los ornitópodos y colocaron provisionalmente el nuevo género en ese grupo. Los paleontólogos Alfred Romer y Oskar Kuhn nombraron de forma independiente a la familia Heterodontosauridae en 1966 como una familia de dinosaurios ornitisquios, incluyendo Heterodontosaurus y Lycorhinus. En cambio, Thulborn consideraba a estos animales como hipsilofodóntidos y no en una familia distinta.  Bakker y Galton reconocieron al Heterodontosaurus como importante para la evolución de los dinosaurios ornitisquios, ya que su patrón de mano se compartía con los saurisquios primitivos, y por lo tanto era primitivo o basal para ambos grupos. Este fue disputada por algunos científicos que creían los dos grupos habían evolucionado independientemente de antepasados arcosaurios "tecodontes" y que sus similitudes se debieron a la evolución convergente. Algunos autores también sugirieron una relación, como descendiente/ancestro, entre heterodontosáuridos y fabrosáauridos, ambos ornitisquios primitivos con ceratopsianos primitivos, como Psittacosaurus, aunque se debatió la naturaleza de estas relaciones.

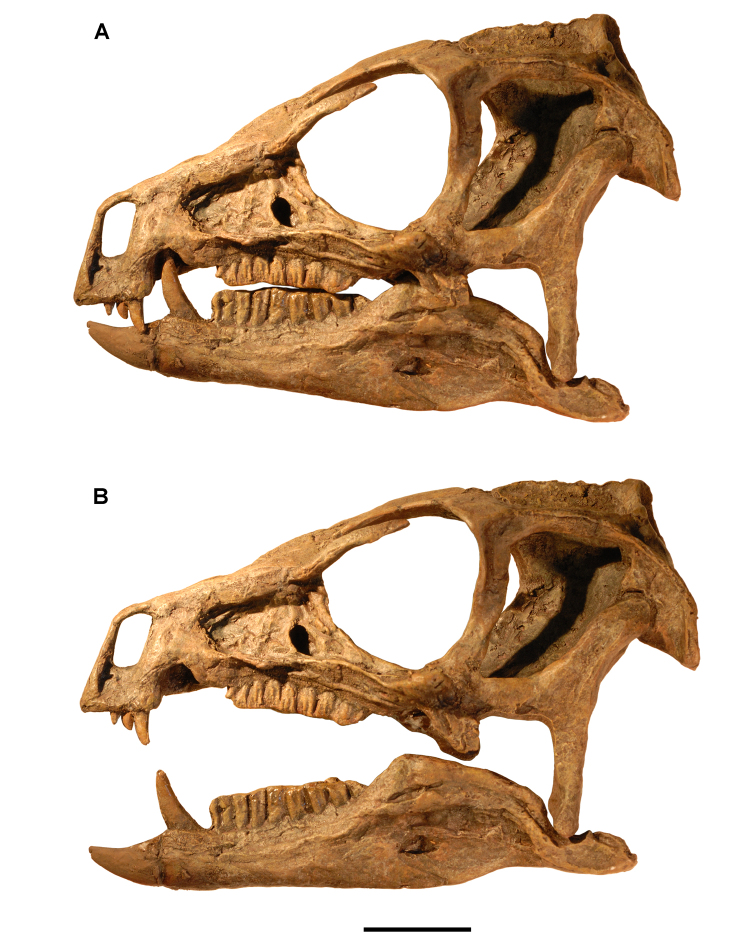
Cráneo restaurado.

En la década de 1980, la mayoría de los investigadores consideraron los heterodontosáuridos como una familia distinta de dinosaurios ornitisquios primitivos, pero con una posición incierta con respecto a otros grupos dentro del orden. A principios del siglo XXI, las teorías prevalecientes eran que la familia era el grupo hermano de Marginocephalia, que incluye paquicefálosáuridos y ceratopsianos, o de Cerapoda, el grupo anterior más ornitópodos, o como una de las radiaciones más basales de ornistiquios, antes de la división de Genasauria (que incluye a los ornistiquios derivados. Heterodontosauridae se definió como un clado por Sereno en 1998 y 2005, y el grupo comparte características del cráneo, como tres o menos dientes en cada premaxilar, dientes caniniformes seguidos de un diastema y un cuerno yugal debajo del ojo. En 2017, se utilizaron similitudes entre los esqueletos de Heterodontosaurus y el terópodo temprano Eoraptor para sugerir que los ornisquios deberían agruparse con terópodos en un grupo llamado Ornithoscelida . Tradicionalmente, los terópodos se han agrupado con sauropodomorfos en el grupo Saurischia.

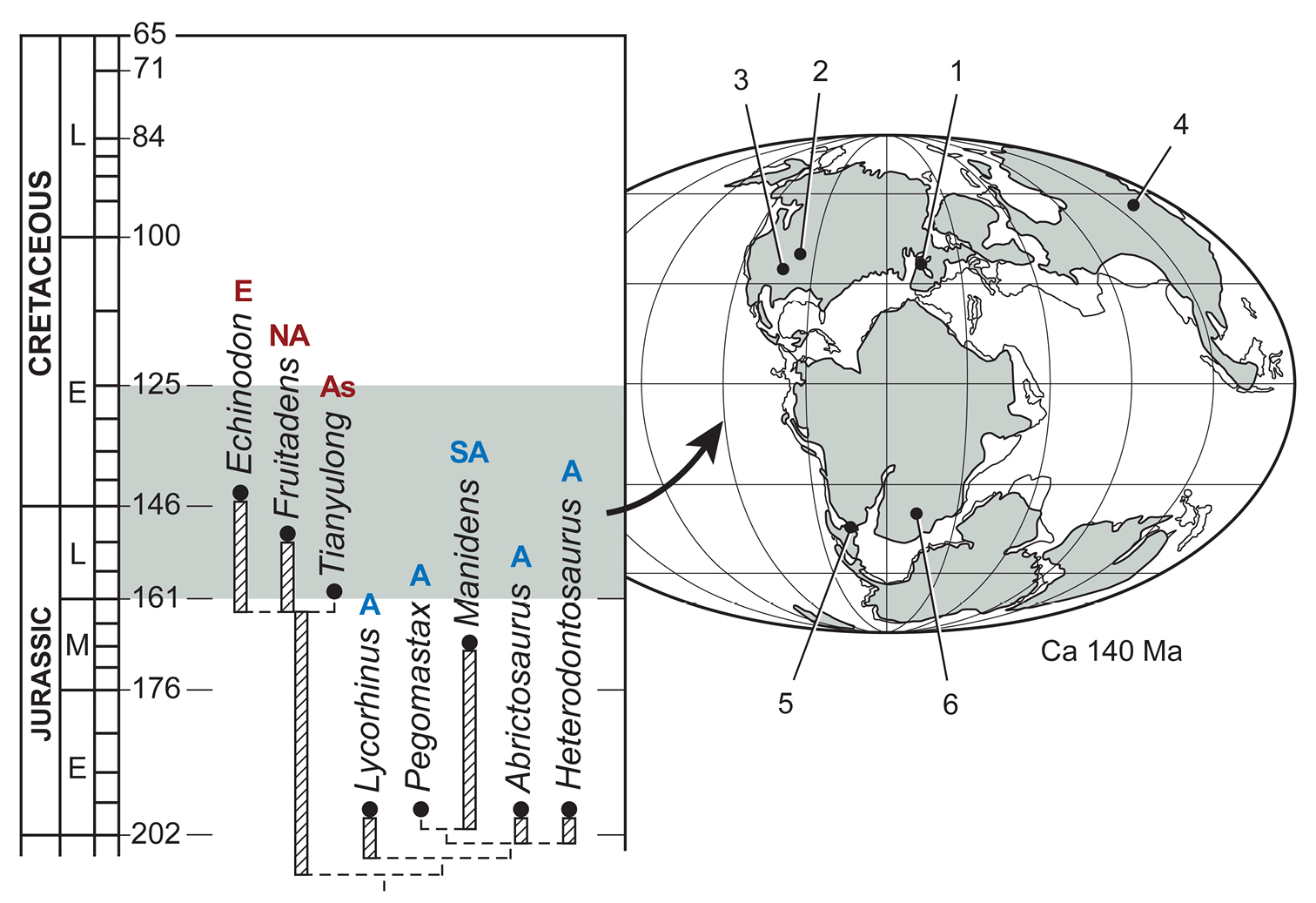
Distribución biogeográfica de heterodontosáuridos en el tiempo.

La familia Heterodontosauridae persistió desde el Triásico superior hasta el Cretácico inferior, y existió durante al menos 100 millones de años. Los heterodontosáuridos se conocen de África, Eurasia y las Américas, pero la mayoría se han encontrado en el sur de África. Los heterodontosáuridos parecen haberse dividido en dos linajes principales por el Jurásico inferior uno con dientes de corona baja y uno con dientes de corona alta´, incluido el Heterodontosaurus. Los miembros de estos grupos se dividen biogeográficamente y el grupo de corona baja se ha descubierto en áreas que alguna vez fueron parte de Laurasia, la masa de tierra del norte, y el grupo de corona alta de las áreas que formaban parte de Gondwana, la masa de tierra del sur. En 2012, Sereno etiquetó a los miembros de esta última agrupando una subfamilia distinta , Heterodontosaurinae. El Heterodontosaurus parece ser el heterodontosauriano más derivado, debido a los detalles en sus dientes, como el esmalte muy delgado, dispuesto en un patrón asimétrico. Las características únicas de los dientes y la mandíbula de las heterodontosaurinas parecen ser especializaciones para procesar con eficacia el material vegetal, y su nivel de sofisticación es comparable al de los ornitisquios posteriores.

### Filogenia
Muchos géneros se han referido a Heterodontosauridae desde que se construyó la familia, pero Heterodontosaurus sigue siendo el género más conocido y ha funcionado como el punto de referencia principal para el grupo en la literatura paleontológica. El siguiente cladograma muestra las interrelaciones dentro de Heterodontosauridae, y sigue el análisis de Sereno de 2012.
Heterodontosauridae 	
|  | Echinodon  |
|  |            |
|  | Fruitadens |
|  |            |
|  | Tianyulong |
|  |            |

|  | Pegomastax |
|  |            |
|  | Manidens   |
|  |            |

|  | Abrictosaurus     |
|  |                   |
|  | Heterodontosaurus |
|  |                   |

|  | Pegomastax |
|  |            |
|  | Manidens   |
|  |            |

|  | Abrictosaurus     |
|  |                   |
|  | Heterodontosaurus |
|  |                   |

|  | Pegomastax |
|  |            |
|  | Manidens   |
|  |            |

|  | Abrictosaurus     |
|  |                   |
|  | Heterodontosaurus |
|  |                   |

|  | Pegomastax |
|  |            |
|  | Manidens   |
|  |            |

|  | Abrictosaurus     |
|  |                   |
|  | Heterodontosaurus |
|  |                   |

|  | Echinodon  |
|  |            |
|  | Fruitadens |
|  |            |
|  | Tianyulong |
|  |            |

|  | Pegomastax |
|  |            |
|  | Manidens   |
|  |            |

|  | Abrictosaurus     |
|  |                   |
|  | Heterodontosaurus |
|  |                   |

|  | Pegomastax |
|  |            |
|  | Manidens   |
|  |            |

|  | Abrictosaurus     |
|  |                   |
|  | Heterodontosaurus |
|  |                   |

|  | Pegomastax |
|  |            |
|  | Manidens   |
|  |            |

|  | Abrictosaurus     |
|  |                   |
|  | Heterodontosaurus |
|  |                   |

|  | Pegomastax |
|  |            |
|  | Manidens   |
|  |            |

|  | Abrictosaurus     |
|  |                   |
|  | Heterodontosaurus |
|  |                   |

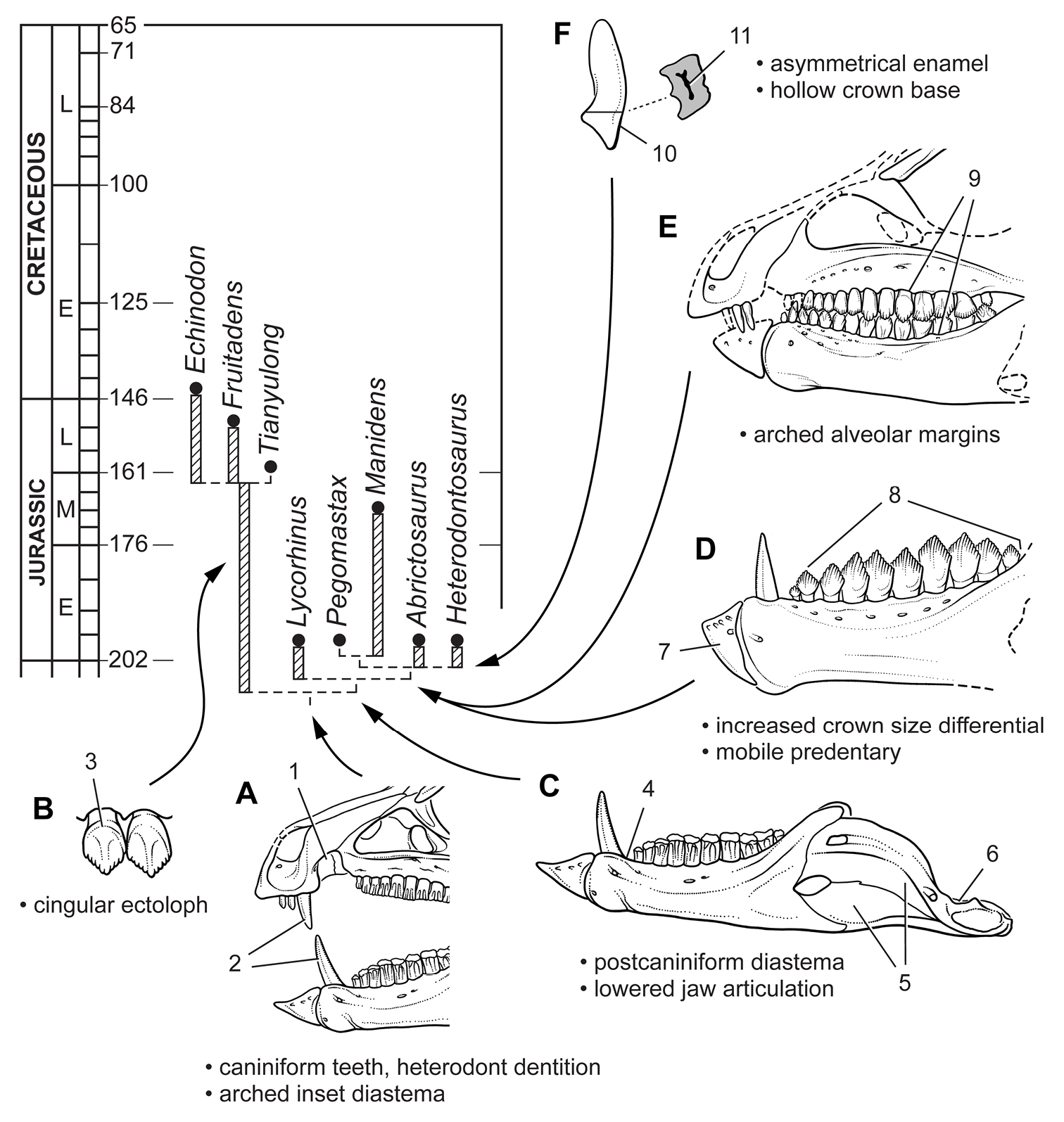
Evolución de las especializaciones masticatorias clave en heterodontosauridos, según Sereno, 2012.

Cladograma según Pol et al. de 2011 donde se ven las relaciones  con los ornistiosquios primitivos, en él considerán los autores a Echinodon como un género de Heterodontosauridae.

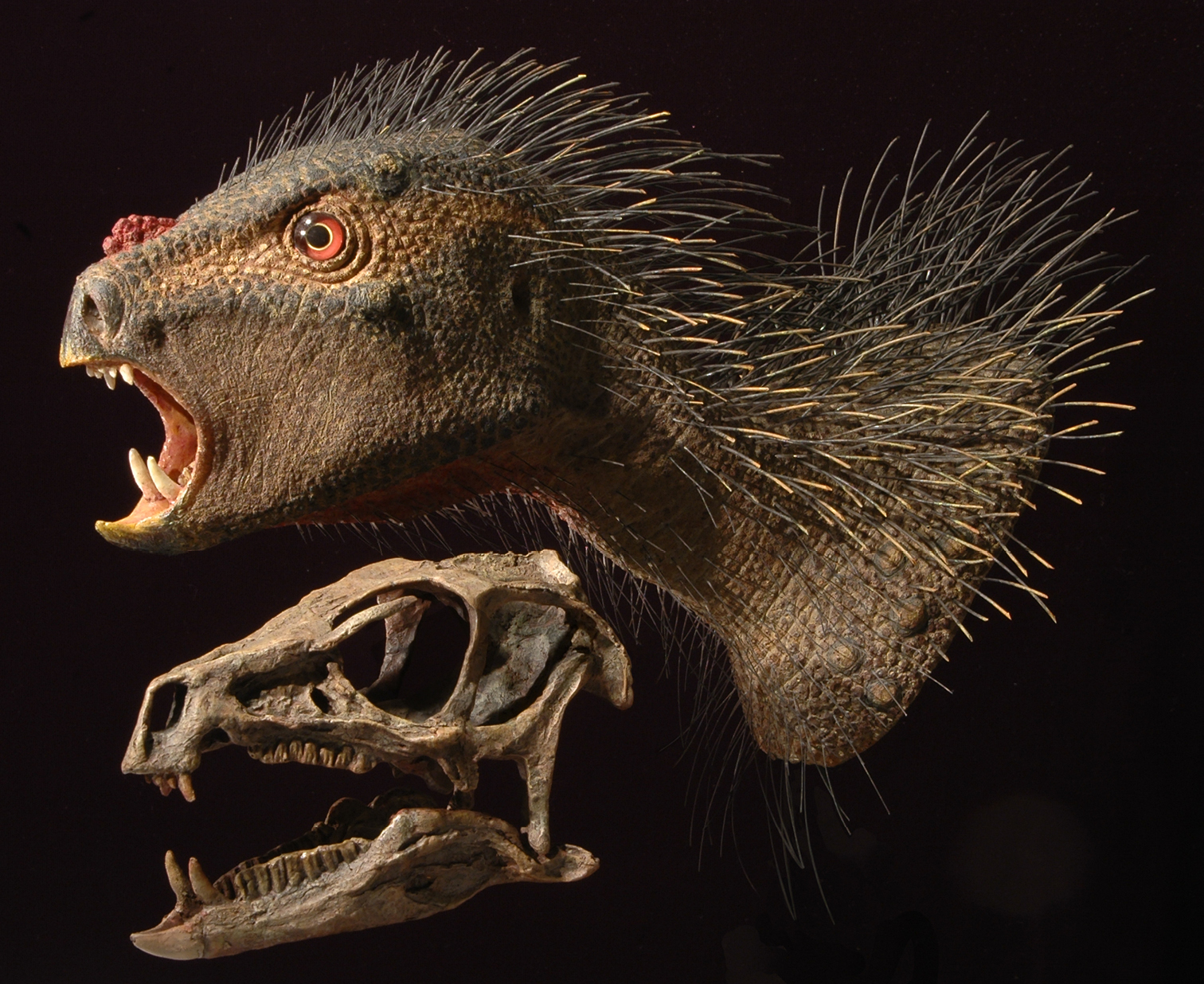
Modelo, que muestra una estructura de visualización hipotética en el hocico y cráneo

|  | Manidens |
|  | |
|  | \| \| Abrictosaurus \| \| \| \| \| \| BMNH A100 \| \| \| \| \| \| Heterodontosaurus \| \| \| \| \| \| Lycorhinus \| \| \| \| |
|  | |
|  | Abrictosaurus |
|  | |
|  | BMNH A100 |
|  | |
|  | Heterodontosaurus |
|  | |
|  | Lycorhinus |
|  | |

|  | Abrictosaurus     |
|  |                   |
|  | BMNH A100         |
|  |                   |
|  | Heterodontosaurus |
|  |                   |
|  | Lycorhinus        |
|  |                   |

|  | Manidens |
|  | |
|  | \| \| Abrictosaurus \| \| \| \| \| \| BMNH A100 \| \| \| \| \| \| Heterodontosaurus \| \| \| \| \| \| Lycorhinus \| \| \| \| |
|  | |
|  | Abrictosaurus |
|  | |
|  | BMNH A100 |
|  | |
|  | Heterodontosaurus |
|  | |
|  | Lycorhinus |
|  | |

|  | Abrictosaurus     |
|  |                   |
|  | BMNH A100         |
|  |                   |
|  | Heterodontosaurus |
|  |                   |
|  | Lycorhinus        |
|  |                   |

|  | Manidens |
|  | |
|  | \| \| Abrictosaurus \| \| \| \| \| \| BMNH A100 \| \| \| \| \| \| Heterodontosaurus \| \| \| \| \| \| Lycorhinus \| \| \| \| |
|  | |
|  | Abrictosaurus |
|  | |
|  | BMNH A100 |
|  | |
|  | Heterodontosaurus |
|  | |
|  | Lycorhinus |
|  | |

|  | Abrictosaurus     |
|  |                   |
|  | BMNH A100         |
|  |                   |
|  | Heterodontosaurus |
|  |                   |
|  | Lycorhinus        |
|  |                   |

|  | Manidens |
|  | |
|  | \| \| Abrictosaurus \| \| \| \| \| \| BMNH A100 \| \| \| \| \| \| Heterodontosaurus \| \| \| \| \| \| Lycorhinus \| \| \| \| |
|  | |
|  | Abrictosaurus |
|  | |
|  | BMNH A100 |
|  | |
|  | Heterodontosaurus |
|  | |
|  | Lycorhinus |
|  | |

|  | Abrictosaurus     |
|  |                   |
|  | BMNH A100         |
|  |                   |
|  | Heterodontosaurus |
|  |                   |
|  | Lycorhinus        |
|  |                   |

|  | Eocursor   |
|  |            |
|  | Genasauria |
|  |            |

|  | Manidens |
|  | |
|  | \| \| Abrictosaurus \| \| \| \| \| \| BMNH A100 \| \| \| \| \| \| Heterodontosaurus \| \| \| \| \| \| Lycorhinus \| \| \| \| |
|  | |
|  | Abrictosaurus |
|  | |
|  | BMNH A100 |
|  | |
|  | Heterodontosaurus |
|  | |
|  | Lycorhinus |
|  | |

|  | Abrictosaurus     |
|  |                   |
|  | BMNH A100         |
|  |                   |
|  | Heterodontosaurus |
|  |                   |
|  | Lycorhinus        |
|  |                   |

|  | Manidens |
|  | |
|  | \| \| Abrictosaurus \| \| \| \| \| \| BMNH A100 \| \| \| \| \| \| Heterodontosaurus \| \| \| \| \| \| Lycorhinus \| \| \| \| |
|  | |
|  | Abrictosaurus |
|  | |
|  | BMNH A100 |
|  | |
|  | Heterodontosaurus |
|  | |
|  | Lycorhinus |
|  | |

|  | Abrictosaurus     |
|  |                   |
|  | BMNH A100         |
|  |                   |
|  | Heterodontosaurus |
|  |                   |
|  | Lycorhinus        |
|  |                   |

|  | Manidens |
|  | |
|  | \| \| Abrictosaurus \| \| \| \| \| \| BMNH A100 \| \| \| \| \| \| Heterodontosaurus \| \| \| \| \| \| Lycorhinus \| \| \| \| |
|  | |
|  | Abrictosaurus |
|  | |
|  | BMNH A100 |
|  | |
|  | Heterodontosaurus |
|  | |
|  | Lycorhinus |
|  | |

|  | Abrictosaurus     |
|  |                   |
|  | BMNH A100         |
|  |                   |
|  | Heterodontosaurus |
|  |                   |
|  | Lycorhinus        |
|  |                   |

|  | Manidens |
|  | |
|  | \| \| Abrictosaurus \| \| \| \| \| \| BMNH A100 \| \| \| \| \| \| Heterodontosaurus \| \| \| \| \| \| Lycorhinus \| \| \| \| |
|  | |
|  | Abrictosaurus |
|  | |
|  | BMNH A100 |
|  | |
|  | Heterodontosaurus |
|  | |
|  | Lycorhinus |
|  | |

|  | Abrictosaurus     |
|  |                   |
|  | BMNH A100         |
|  |                   |
|  | Heterodontosaurus |
|  |                   |
|  | Lycorhinus        |
|  |                   |

|  | Eocursor   |
|  |            |
|  | Genasauria |
|  |            |

|  | Manidens |
|  | |
|  | \| \| Abrictosaurus \| \| \| \| \| \| BMNH A100 \| \| \| \| \| \| Heterodontosaurus \| \| \| \| \| \| Lycorhinus \| \| \| \| |
|  | |
|  | Abrictosaurus |
|  | |
|  | BMNH A100 |
|  | |
|  | Heterodontosaurus |
|  | |
|  | Lycorhinus |
|  | |

|  | Abrictosaurus     |
|  |                   |
|  | BMNH A100         |
|  |                   |
|  | Heterodontosaurus |
|  |                   |
|  | Lycorhinus        |
|  |                   |

|  | Manidens |
|  | |
|  | \| \| Abrictosaurus \| \| \| \| \| \| BMNH A100 \| \| \| \| \| \| Heterodontosaurus \| \| \| \| \| \| Lycorhinus \| \| \| \| |
|  | |
|  | Abrictosaurus |
|  | |
|  | BMNH A100 |
|  | |
|  | Heterodontosaurus |
|  | |
|  | Lycorhinus |
|  | |

|  | Abrictosaurus     |
|  |                   |
|  | BMNH A100         |
|  |                   |
|  | Heterodontosaurus |
|  |                   |
|  | Lycorhinus        |
|  |                   |

|  | Manidens |
|  | |
|  | \| \| Abrictosaurus \| \| \| \| \| \| BMNH A100 \| \| \| \| \| \| Heterodontosaurus \| \| \| \| \| \| Lycorhinus \| \| \| \| |
|  | |
|  | Abrictosaurus |
|  | |
|  | BMNH A100 |
|  | |
|  | Heterodontosaurus |
|  | |
|  | Lycorhinus |
|  | |

|  | Abrictosaurus     |
|  |                   |
|  | BMNH A100         |
|  |                   |
|  | Heterodontosaurus |
|  |                   |
|  | Lycorhinus        |
|  |                   |

|  | Manidens |
|  | |
|  | \| \| Abrictosaurus \| \| \| \| \| \| BMNH A100 \| \| \| \| \| \| Heterodontosaurus \| \| \| \| \| \| Lycorhinus \| \| \| \| |
|  | |
|  | Abrictosaurus |
|  | |
|  | BMNH A100 |
|  | |
|  | Heterodontosaurus |
|  | |
|  | Lycorhinus |
|  | |

|  | Abrictosaurus     |
|  |                   |
|  | BMNH A100         |
|  |                   |
|  | Heterodontosaurus |
|  |                   |
|  | Lycorhinus        |
|  |                   |

|  | Eocursor   |
|  |            |
|  | Genasauria |
|  |            |

|  | Manidens |
|  | |
|  | \| \| Abrictosaurus \| \| \| \| \| \| BMNH A100 \| \| \| \| \| \| Heterodontosaurus \| \| \| \| \| \| Lycorhinus \| \| \| \| |
|  | |
|  | Abrictosaurus |
|  | |
|  | BMNH A100 |
|  | |
|  | Heterodontosaurus |
|  | |
|  | Lycorhinus |
|  | |

|  | Abrictosaurus     |
|  |                   |
|  | BMNH A100         |
|  |                   |
|  | Heterodontosaurus |
|  |                   |
|  | Lycorhinus        |
|  |                   |

|  | Manidens |
|  | |
|  | \| \| Abrictosaurus \| \| \| \| \| \| BMNH A100 \| \| \| \| \| \| Heterodontosaurus \| \| \| \| \| \| Lycorhinus \| \| \| \| |
|  | |
|  | Abrictosaurus |
|  | |
|  | BMNH A100 |
|  | |
|  | Heterodontosaurus |
|  | |
|  | Lycorhinus |
|  | |

|  | Abrictosaurus     |
|  |                   |
|  | BMNH A100         |
|  |                   |
|  | Heterodontosaurus |
|  |                   |
|  | Lycorhinus        |
|  |                   |

|  | Manidens |
|  | |
|  | \| \| Abrictosaurus \| \| \| \| \| \| BMNH A100 \| \| \| \| \| \| Heterodontosaurus \| \| \| \| \| \| Lycorhinus \| \| \| \| |
|  | |
|  | Abrictosaurus |
|  | |
|  | BMNH A100 |
|  | |
|  | Heterodontosaurus |
|  | |
|  | Lycorhinus |
|  | |

|  | Abrictosaurus     |
|  |                   |
|  | BMNH A100         |
|  |                   |
|  | Heterodontosaurus |
|  |                   |
|  | Lycorhinus        |
|  |                   |

|  | Manidens |
|  | |
|  | \| \| Abrictosaurus \| \| \| \| \| \| BMNH A100 \| \| \| \| \| \| Heterodontosaurus \| \| \| \| \| \| Lycorhinus \| \| \| \| |
|  | |
|  | Abrictosaurus |
|  | |
|  | BMNH A100 |
|  | |
|  | Heterodontosaurus |
|  | |
|  | Lycorhinus |
|  | |

|  | Abrictosaurus     |
|  |                   |
|  | BMNH A100         |
|  |                   |
|  | Heterodontosaurus |
|  |                   |
|  | Lycorhinus        |
|  |                   |

|  | Eocursor   |
|  |            |
|  | Genasauria |
|  |            |

## Paleobiología

### El crecimiento y la ontogenia
La ontogenia o el desarrollo del individuo de juvenil a adulto, es poco conocida por Heterodontosaurus ya que los ejemplares juveniles son escasos. Como lo muestra el cráneo juvenil SAM-PK-K10487, las cuencas de los ojos se hicieron proporcionalmente más pequeñas a medida que el animal crecía, y el hocico se hizo más largo y contenía dientes adicionales. Se han reportado cambios similares para varios otros dinosaurios. Sin embargo, la morfología de los dientes no cambió con la edad, lo que indica que la dieta de los juveniles es la misma que la de los adultos. Se sugirió que la longitud del cráneo juvenil era de 45 milímetros. Suponiendo proporciones corporales similares a las de los adultos, la longitud corporal de este juvenil habría sido de 450 milímetros. De hecho, el individuo probablemente habría sido más pequeño, ya que los animales juveniles en general muestran cabezas proporcionalmente más grandes.

### Dimorfismo sexual
En 1974, Thulborn sugirió que los grandes colmillos de Heterodontosaurus representaban una característica sexual secundaria. De acuerdo con esta teoría, solo los individuos adultos de sexo masculino habrían poseído colmillos completamente desarrollados, el espécimen holotipo del Abrictosaurus un pariente cercano, que carecía de colmillos por completo, habría representado a una hembra. Esta hipótesis fue cuestionada por el paleontólogo Richard Butler y sus colegas en 2006, quienes argumentaron que el cráneo juvenil SAM-PK-K10487 poseía colmillos a pesar de su estado de desarrollo temprano. En este estado, no se esperan características sexuales secundarias. Además, los colmillos están presentes en casi todos los Heterodontosaurus conocidos sin embargo, la presencia de dimorfismo sexual sugeriría una proporción de 50/50 entre individuos con colmillos y aquellos que carecen de colmillos. La única excepción es el espécimen holotipo de Abrictosaurus, la falta de colmillos en este individuo se interpreta como una especialización de este género en particular.

### Sustitución de dientes y estivación

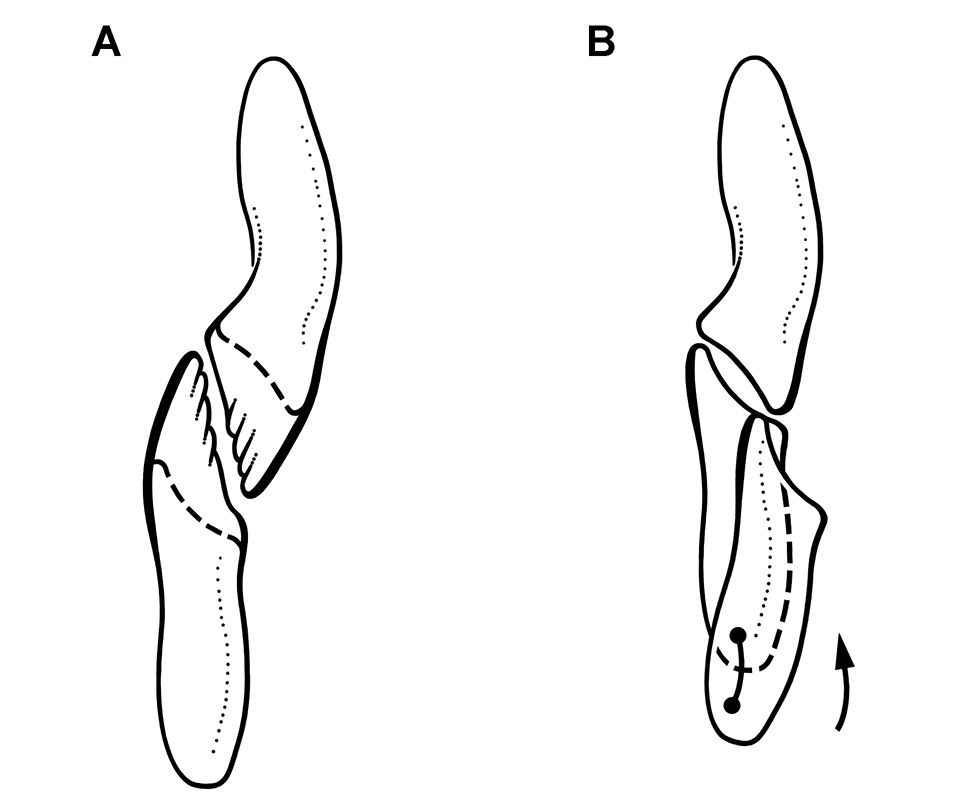
Diagrama que muestra el desgaste de la corona y la oclusión entre un diente superior e inferior de la mejilla en una vista lateral

Mucha controversia ha rodeado la cuestión de si o no, y hasta qué punto, Heterodontosaurus mostró el reemplazo continuo de dientes que es típico de otros dinosaurios y reptiles. En 1974 y 1978, Thulborn descubrió que los cráneos conocidos en ese momento carecían de cualquier indicio de reemplazo continuo de dientes. Los dientes de malares conocidos se gastan uniformemente, lo que indica que se formaron simultáneamente. Dientes recién erupcionados están ausentes. Evidencia adicional se derivó de las facetas de desgaste de los dientes, que se formaron por el contacto diente a diente de la parte inferior con la dentición superior. Las facetas de desgaste se fusionaron entre sí, formando una superficie continua a lo largo de toda la fila de dientes. Esta superficie indica que la procesión de alimentos se logró mediante movimientos hacia atrás y hacia adelante de las mandíbulas, no mediante simples movimientos verticales, como sucedió en dinosaurios relacionados, como Fabrosaurus. Los movimientos hacia atrás y hacia adelante solo son posibles si los dientes se usan de manera uniforme, lo que fortalece nuevamente la falta de un reemplazo continuo de los dientes. Simultáneamente, Thulborn destacó que un reemplazo de dientes regular era esencial para estos animales, ya que la supuesta dieta que consiste en material vegetal resistente habría provocado una rápida abrasión de los dientes. Estas observaciones llevaron a Thulborn a concluir que Heterodontosaurus debe haber reemplazado su conjunto completo de dientes a la vez de forma regular. Un reemplazo tan completo solo podría haber sido posible dentro de las fases de estivación, cuando el animal no se alimentó. La estivación también cumple con el supuesto hábitat de los animales, que habría sido similar a un desierto, incluidas las estaciones cálidas y secas cuando la comida escaseaba.
Un análisis exhaustivo realizado en 1980 por Hopson cuestionó las ideas de Thulborn. Hopson demostró que los patrones de desgaste de los dientes en realidad indican movimientos de mandíbula verticales y laterales en lugar de hacia atrás y hacia adelante. Además, Hopson demostró variabilidad en el grado de desgaste dental, lo que indica un reemplazo continuo de los dientes. Él reconoció que las imágenes de rayos X del espécimen más completo mostraron que este individuo en verdad carecía de dientes de reemplazo no salidos. Según Hopson, esto indicaba que solo los jóvenes reemplazaban continuamente sus dientes, y que este proceso cesaba al llegar a la edad adulta. La hipótesis de la estivación de Thulborn fue rechazada por Hopson debido a la falta de evidencia.
En 2006, Butler y sus colegas realizaron tomografías computarizadas del cráneo juvenil SAM-PK-K10487. Para sorpresa de estos investigadores, los dientes de reemplazo que aún estaban en erupción estaban presentes incluso en esta etapa ontogenética temprana. A pesar de estos hallazgos, los autores argumentaron que el reemplazo de los dientes debe haber ocurrido ya que el juvenil mostraba la misma morfología del diente que los individuos adultos. Esta morfología habría cambiado si el diente simplemente creciera continuamente. En conclusión, Butler y sus colegas sugirieron que el reemplazo de dientes en Heterodontosaurus debe haber sido más esporádico que en los dinosaurios relacionados.  Dientes de reemplazo no erupcionados en Heterodontosaurus no se descubrieron hasta 2011, cuando Norman y sus colegas describieron la mandíbula superior del espécimen SAM-PK-K1334. Otro cráneo juvenil, AMNH 24000 descrito por Sereno en 2012 también produjo dientes de reemplazo no salidos. Como lo demuestran estos descubrimientos, el reemplazo dental en Heterodontosaurus fue episódico y no continuo como en otros heterodontosáuridos. Los dientes no salidos son triangulares en vista lateral, que es la morfología del diente típica en ornitisquios basales. La característica forma de cincel de los dientes totalmente erupcionados, por lo tanto, resultó del contacto diente a diente entre la dentición de las mandíbulas superior e inferior.

### Locomotion y metabolismo

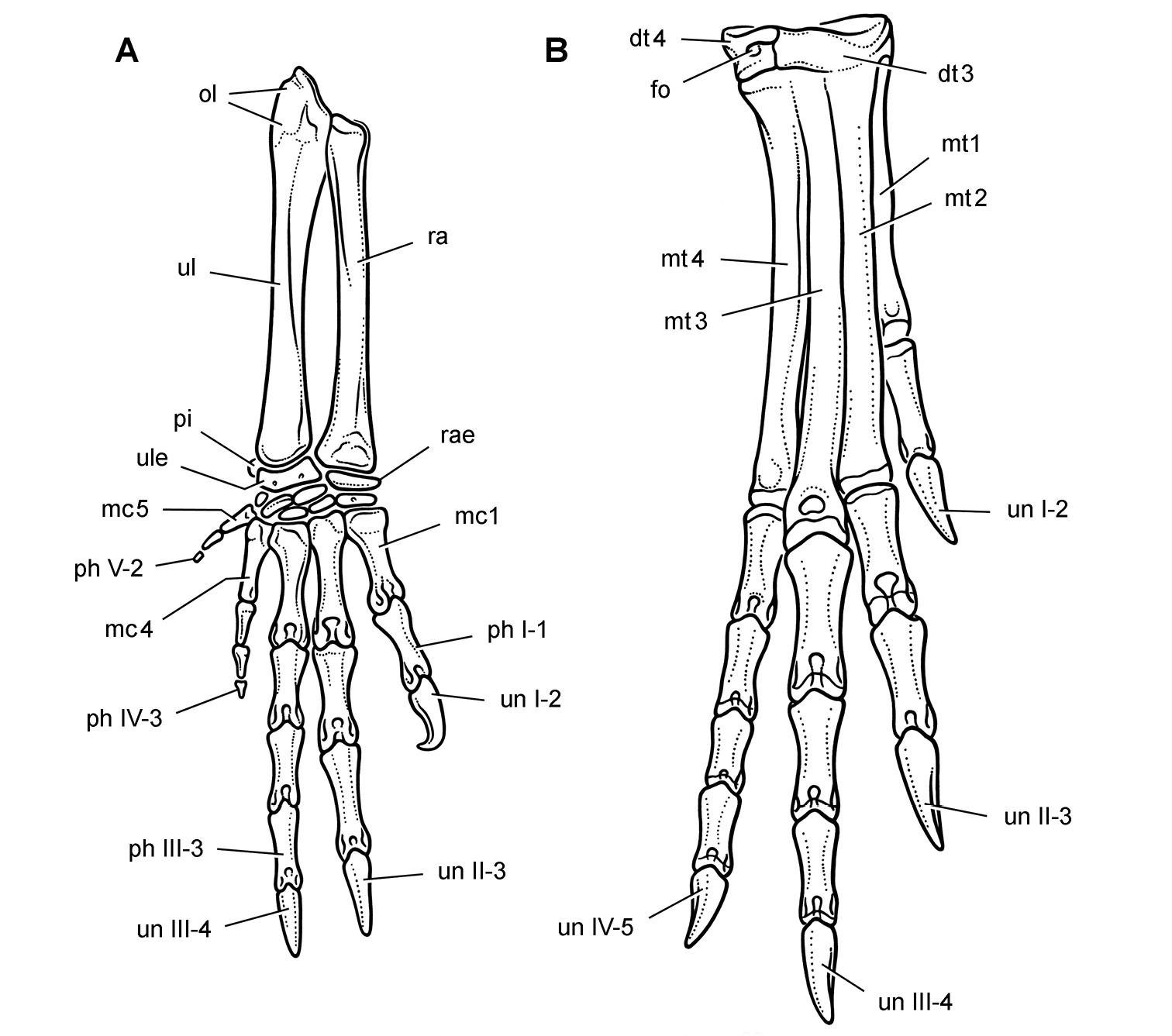
Diagramas que muestran huesos de manos y pies del espécimen SAM-PK-K1332

Aunque la mayoría de los investigadores ahora consideran que Heterodontosaurus es un corredor bípedo, algunos estudios anteriores propusieron una locomoción parcial o totalmente cuadrúpedo. En 1980, Santa Luca descrito varias características de la extremidad anterior que también están presentes en los animales cuadrúpedos recientes e implican una fuerte musculatura brazo. Estos incluyen una gran olécranon, una eminencia ósea que forma la parte más superior del cúbito, agrandando el brazo de palanca de la antebrazo. El epicóndilo medial del húmero se agrandó, proporcionando sitios de fijación para los músculos flexores fuertes del antebrazo. Además, las proyecciones.en las garras podría haber aumentado el empuje hacia delante de la mano al caminar. Según Santa Luca, Heterodontosaurus era cuadrúpedo cuando se movía lentamente, pero era capaz de cambiar a una carrera bipeda mucho más rápida. Los paleontólogos polacos Teresa Maryańska y Halszka Osmólska apoyaron la hipótesis de Santa Luca en 1985, además, notaron que la espina dorsal estaba fuertemente flexionada hacia abajo en el espécimen más completamente conocido. En 1987, Gregory S. Paul sugirió que Heterodontosaurus podría haber sido cuadrúpedo obligatorio, y que estos animales habrían galopado para una locomoción rápida. David Weishampely Lawrence Witmer en 1990, así como Norman y sus colegas en 2004 argumentaron a favor de la locomoción exclusivamente bípeda, basada en la morfología de las garras y la cintura escapular. La evidencia anatómica sugerida por Santa Luca fue identificada como adaptaciones para forrajeo, los brazos robustos y fuertes podrían haber sido utilizados para desenterrar raíces y romper nidos de insectos.
La mayoría de los estudios consideran a los dinosaurios como animales endotérmicos, de sangre caliente, con un metabolismo elevado comparable al de los mamíferos y aves actuales. En un estudio de 2009, Herman Pontzer y sus colegas calcularon la resistencia aeróbica de varios dinosaurios. Incluso a velocidades de carrera moderadas, Heterodontosaurus habría excedido las capacidades aeróbicas máximas posibles para un animal ectotérmicos, de sangre fría, lo que indica la endotermia en este género.

### Dieta y función de los colmillos
Heterodontosaurus es comúnmente considerado como un dinosaurio herbívoro. En 1974, Thulborn propuso que los colmillos del dinosaurio no tenían un papel importante en la alimentación, más bien, que habrían sido utilizados en combate con intraespecíficos, para mostrar, como una amenaza visual, o para la defensa activa. Se ven funciones similares en los colmillos agrandados de muntiacus y tragúlidos  modernos, pero los colmillos curvos de los jabalíe, usados para cavar, son diferentes.

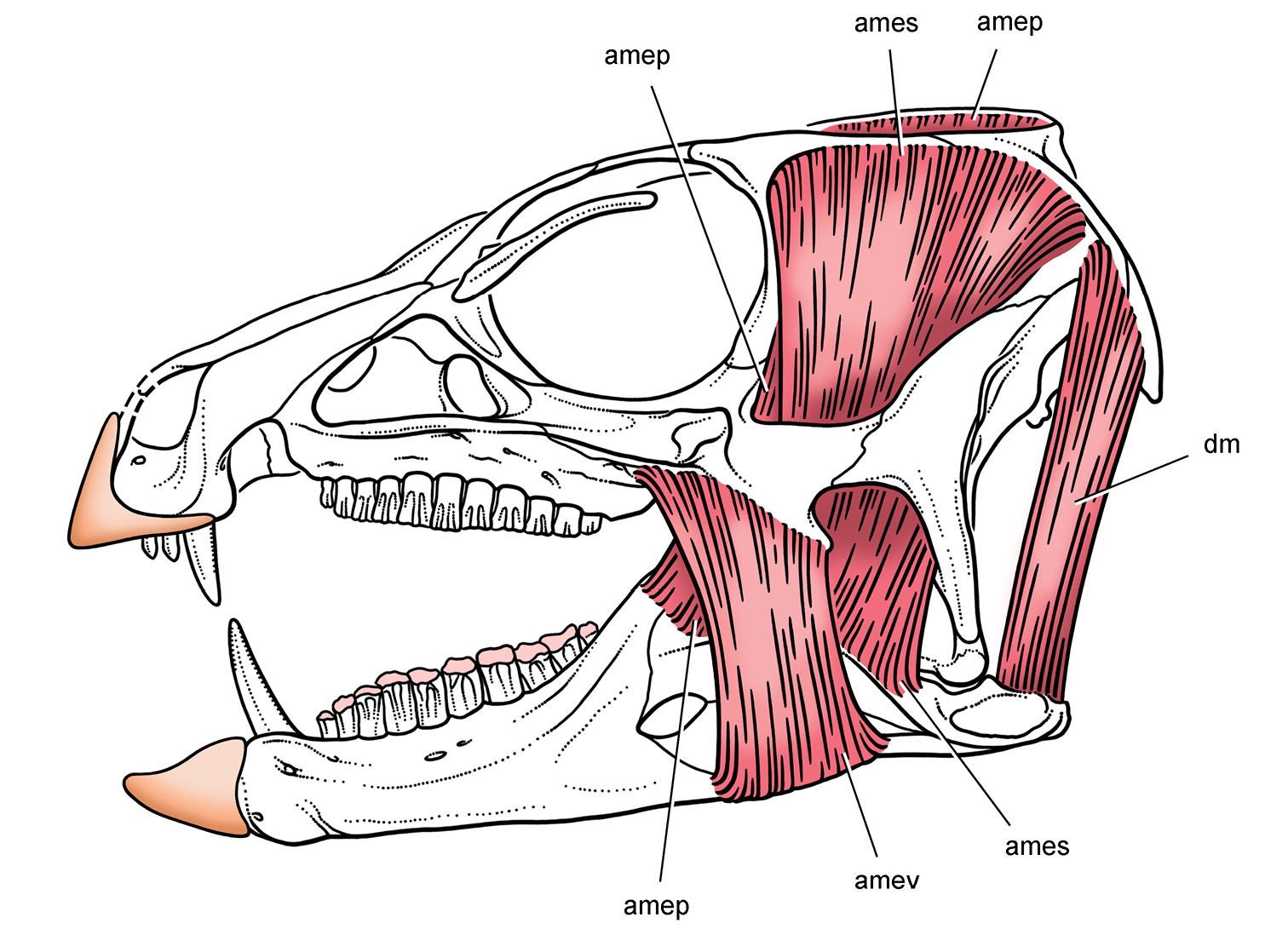
Reconstrucción de la musculatura de la mandíbula y el revestimiento de queratina del pico.

Varios estudios más recientes han planteado la posibilidad de que el dinosaurio fuera omnívoro y utilizara sus colmillos para matar presas durante una caza ocasional. En 2000, Paul Barrett sugirió que la forma de los dientes premaxilares y la fina dorsal de los colmillos recuerdan a los animales carnívoros, insinuando un carnívoro facultativo. En contraste, el muntjac carece de dentado en sus colmillos. En 2008, Butler y sus colegas argumentaron que los colmillos agrandados se formaron temprano en el desarrollo del individuo y, por lo tanto, no pudieron constituir un dimorfismo sexual. Por lo tanto, el combate con los conespecíficos es una función poco probable, ya que los colmillos agrandados se esperarían solo en los machos si fueran una herramienta de combate. En cambio, las funciones de alimentación o defensa son más probables. También se ha sugerido que Heterodontosaurus podría haber usado sus barras yugales para lanzar golpes durante el combate, y que el hueso palpebral podría haber protegido los ojos contra tales ataques. En 2011, Norman y sus colegas llamaron la atención sobre los brazos y las manos, que son relativamente largos y están equipados con garras grandes y recurvadas. Estas características, en combinación con las largas patas traseras que permitían correr rápidamente, habrían hecho al animal capaz de atrapar presas pequeñas. Como omnívoro, Heterodontosaurus habría tenido una ventaja de selección significativa durante la estación seca cuando la vegetación era escasa.
En 2012, Sereno señaló varias características del cráneo y la dentición que sugieren una dieta puramente, o al menos preponderantemente, herbívora. Estos incluyen el pico córneo y las mejillas especializadas, adecuadas para cortar la vegetación, así como las mejillas carnosas que habrían ayudado a mantener los alimentos dentro de la boca durante la masticación. Los músculos de la mandíbula se agrandaron y la articulación de la mandíbula se colocó por debajo del nivel de los dientes. Esta posición profunda de la articulación de la mandíbula habría permitido una mordida uniformemente extendida a lo largo de la fila de dientes, en contraste con la mordida similar a una tijera que se ve en los dinosaurios carnívoros. Finalmente, el tamaño y la posición de los colmillos son muy diferentes en los miembros separados de Heterodontosauridae, una función específica en la alimentación por lo tanto parece poco probable. Sereno supuso que los heterodontosáuridos eran comparables a los pecaries de hoy, que poseen colmillos similares y se alimentan de una variedad de material vegetal como raíces, tubérculos, frutas, semillas y pasto. Butler y sus colegas sugirieron que el aparato de alimentación de Heterodontosaurus estaba especializado para procesar material vegetal resistente, y que los miembros de la familia que más tarde sobrevivieron, Fruitadens , Tianyulong y Echinodon probablemente mostraron una dieta más generalizada que incluye plantas e invertebrados. Heterodontosaurus se caracterizó por una fuerte mordedura en ángulos de apertura pequeños, pero los miembros posteriores se adaptaron a una mordida más rápida y aperturas más amplios. Un estudio de 2016 sobre la mecánica de la mandíbula de los ornitiscquios encontró que las fuerzas de mordida relativas de Heterodontosaurus eran comparables a las del Scelidosaurus más derivado. El estudio sugirió que los colmillos podrían haber desempeñado un papel en la alimentación al pastar contra el pico inferior mientras se cortaban la vegetación.

## Paleoecología
Heterodontosaurus se conoce de los fósiles encontrados en las formaciones del Supergrupo Karoo, incluyendo la Formación Elliot Superior y la Formación Clarens, que datan de las edades Hettangiense y Sinemuriense del Jurásico inferior, hace unos 200–190  millones de años. Originalmente, se pensaba que Heterodontosaurus era del período Triásico superior. La Formación Elliot consiste en lutolita rojo/púrpura y piedra arenisca rojo/blanco, mientras que la formación Clarens, ligeramente más joven, consiste en arenisca de color crema/blanco. La Formación Clarens es menos rica en fósiles que la Formación Elliot Superior, sus sedimentos también suelen formar acantilados, lo que restringe la accesibilidad para los cazadores de fósiles. La Formación Elliot Superior se caracteriza por animales que parecen tener una construcción más ligera que los de la Formación Elliot Inferior, que puede haber sido una adaptación al clima más seco en este momento en el sur de África. Ambas formaciones son famosas por sus abundantes fósiles de vertebrados, que incluyen anfibios temnospondílos, tortugas, lepidosaurios , aetosaurios , crocodilomorfos y cinodontes no mamíferos.

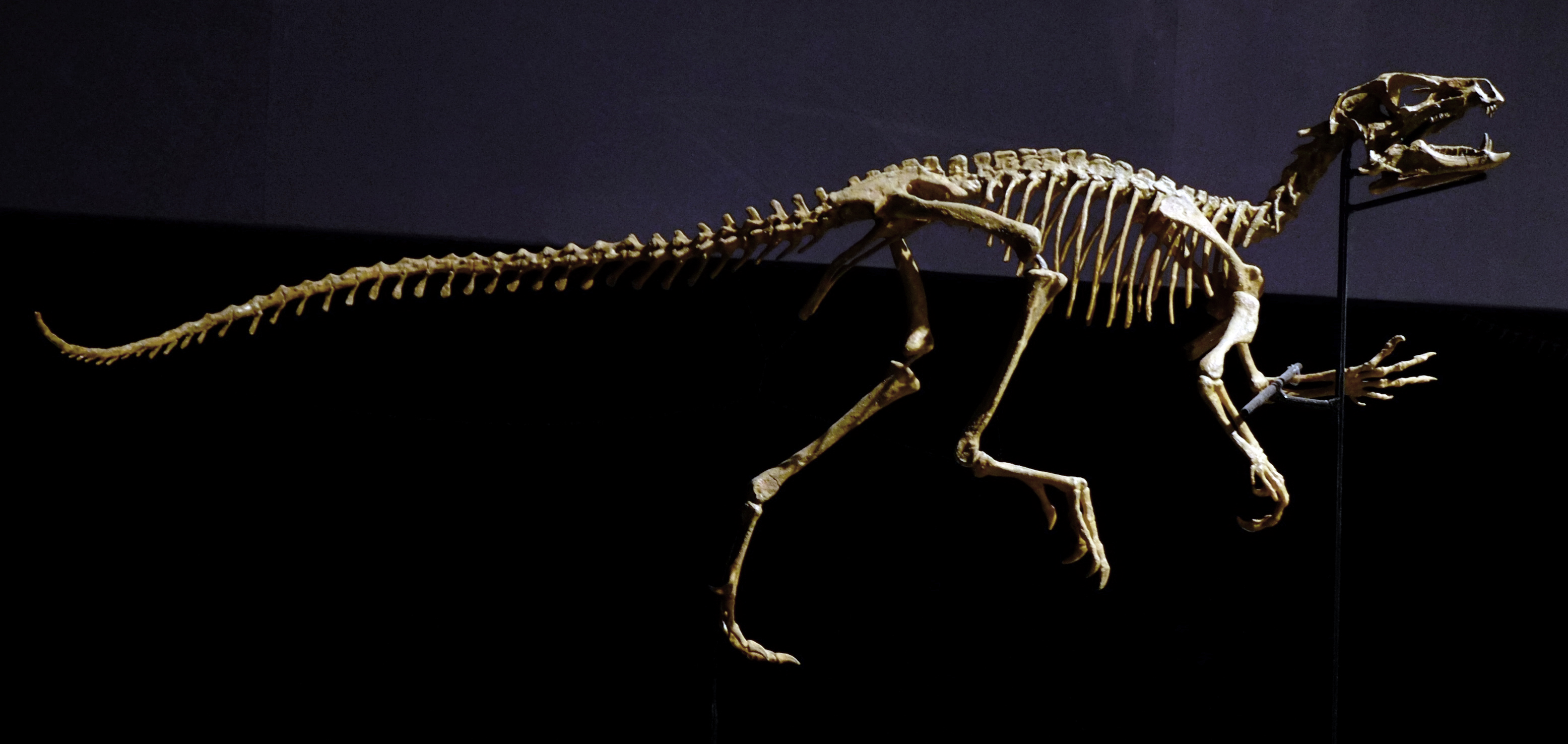
Esqueleto reconstruido en Japón

Otros dinosaurios de estas formaciones incluyen el genasaurio Lesothosaurus, el sauropodomorfo basal Massospondylus y el terópodo Megapnosaurus. La formación Elliot inferior muestra la mayor diversidad de heterodontosaúridos conocida de cualquier unidad de rocas, además de Heterodontosaurus , contenía Lycorhinus, Abrictosaurus y Pegomastax. Otro miembro de la familia, Geranosaurus, es conocido por la Formación Clarens. La gran diversidad de heterodontosáuridos ha llevado a los investigadores a concluir que diferentes especies podrían haberse alimentado de fuentes de alimentos separadas para evitar la competencia, partición de nicho. Con su dentición altamente especializada, Heterodontosaurus podría haberse especializado en material vegetal resistente, mientras que el Abrictosaurus menos especializad opodría haber consumido predominantemente una vegetación más suave. La posición de los especímenes heterodontosaurídos individuales dentro de la sucesión de rocas es poco conocida, lo que dificulta la determinación de cuántas de estas especies fueron realmente específicas y qué especies existieron en momentos diferentes.